# Michel Joiret
Michel Joiret (Ampsin, 17 augustus 1948) is een voormalig Belgisch lid van het Waals Parlement.

## Levensloop
Joiret werd beroepshalve laborant.
Van 1988 tot 2000 was hij de voorzitter van de PRL-afdeling van Anthisnes. In 2000 verhuisde hij naar Hoei en werd de ondervoorzitter van de plaatselijke PRL-afdeling. 
Als lid van het provinciale bureau van de PRL en vanaf 2002 de MR kwam hij bij de verkiezingen van 1999 als tweede opvolger op voor het Waals Parlement en het Parlement van de Franse Gemeenschap in het arrondissement Hoei. Nadat verkozene Hervé Jamar in juli 2003 staatssecretaris werd in de federale regering, volgde hij hem op als lid van beide parlementen. Bij de verkiezingen van 2004 was hij geen kandidaat meer om herkozen te worden.